# Союз українсько-американських спортивних товариств
Союз українсько-американських спортивних товариств (СУАСТ) — спортивна організація української діаспори США. Створення ініційоване у 1953 році, у двох округах: «СУАСТ-Схід» із центром у Нью-Йорку (під керівництвом Dr. Edward Zarsky)  і «СУАСТ-Захід» або «СУАСТ-Північ» із центром у Чикаго (Іван Красник).
Вони влаштовують щороку змагання за першість своїх округ (волейбол, футбол, легка атлетика, теніс, плавання, лижний спорт тощо). Об'єднані зі спортивними товариствами Канади в організацію Українська Спортова Централя Америки й Канади (УСЦАК), і з 1955 року діють як її делегатури.